# Rue Ferdinand-Duval
La rue Ferdinand-Duval est une rue, ancienne, du 4e arrondissement de Paris, dans le quartier du Marais.

## Situation et accès

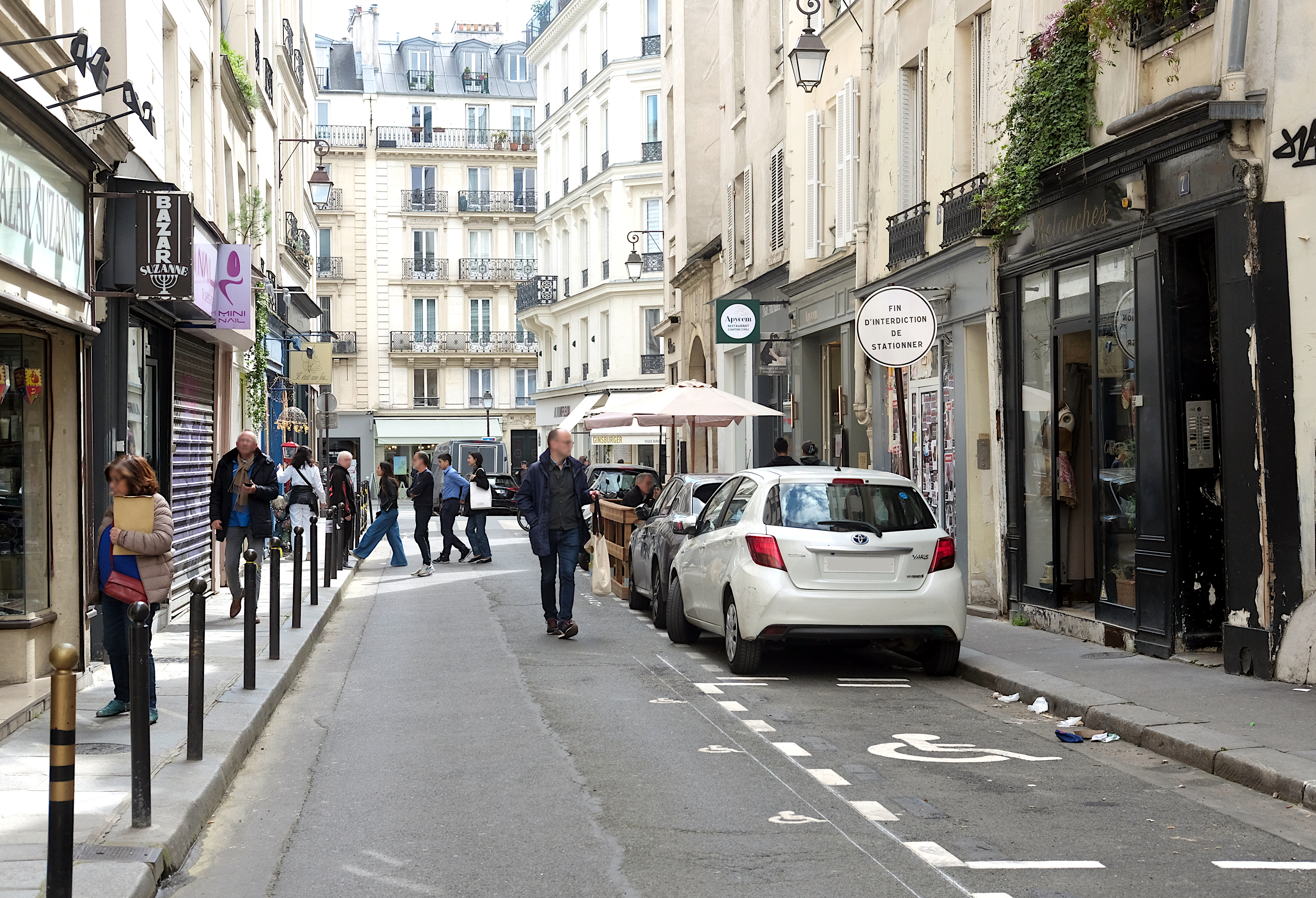
La rue Ferdinad-Duval en direction de la rue du Roi-de-Sicile.

La rue Ferdinand-Duval, d'une longueur de 135 mètres, est située dans le 4e arrondissement, quartier Saint-Gervais et fait partie du Pletzl, et commence rue Pierre-Seel via le 18, rue de Rivoli, et finit au 7, rue des Rosiers.
La rue Ferdinand-Duval est desservie par la ligne 1 par la station Saint-Paul.

## Origine du nom

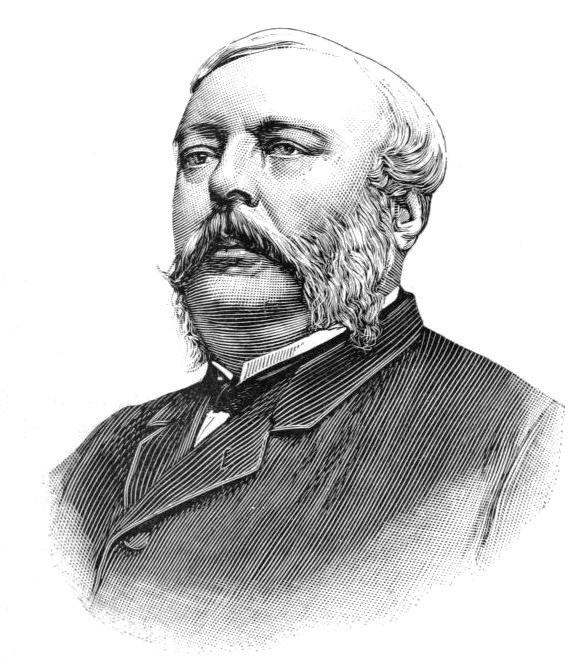
Ferdinand Duval.

Elle doit son nom actuel (arrêté du 7 décembre 1900) à Ferdinand Duval (1827-1896), préfet de la Seine et conseiller municipal. 

## Historique
Jusqu'au XVe siècle, sous le règne de Louis XII, ayant absorbé le « passage du Petit-Saint-Antoine », elle s'appelait « rue des Rosiers » dont elle était partie prenante (celle-ci faisait un angle droit avant de continuer dans la partie occidentale de la rue, vers la rue Vieille-du-Temple).
Jusqu'au XVIIIe siècle, la rue Ferdinand-Duval offre un lieu de culte chrétien. Une statue de la Vierge est érigée en effet à l'angle actuel de la rue des Rosiers et de la rue Ferdinand-Duval. Mutilée le 3 juin 1528, au moment des persécutions contre les protestants, elle est remplacée par François Ier lui-même, qui pose une effigie en argent, volée en 1545. Remplacée à nouveau par une statue de pierre, qui existe encore en 1789, la figure de la Vierge a finalement disparu, probablement au cours de la période révolutionnaire.
Du XVe siècle au XXe siècle, la rue s'est ensuite appelée « rue des Juifs », en raison de la présence de la communauté juive dans le quartier.
Elle apparaît sous le nom « R. d. Iuifz » sur le plan Vassalieu de 1609.
Elle est citée sous le nom de « rue des Juifz » dans un manuscrit de 1636 dont le procès-verbal de visite indique : « avons veu quantité de boues et immundices ».
En 1900, la rue change de nom une dernière fois et prend celui d'un préfet et conseiller municipal, Ferdinand Duval. En 1898, à la suite de l'affaire Dreyfus, une pétition pour la débaptiser est adressée en effet au conseil municipal de Paris par des commerçants installés dans la rue,.
Le 19 juin 2019 la partie de la rue Ferdinand-Duval située entre la rue du Roi-de-Sicile et la rue de Rivoli prend le nom de rue Pierre-Seel. 

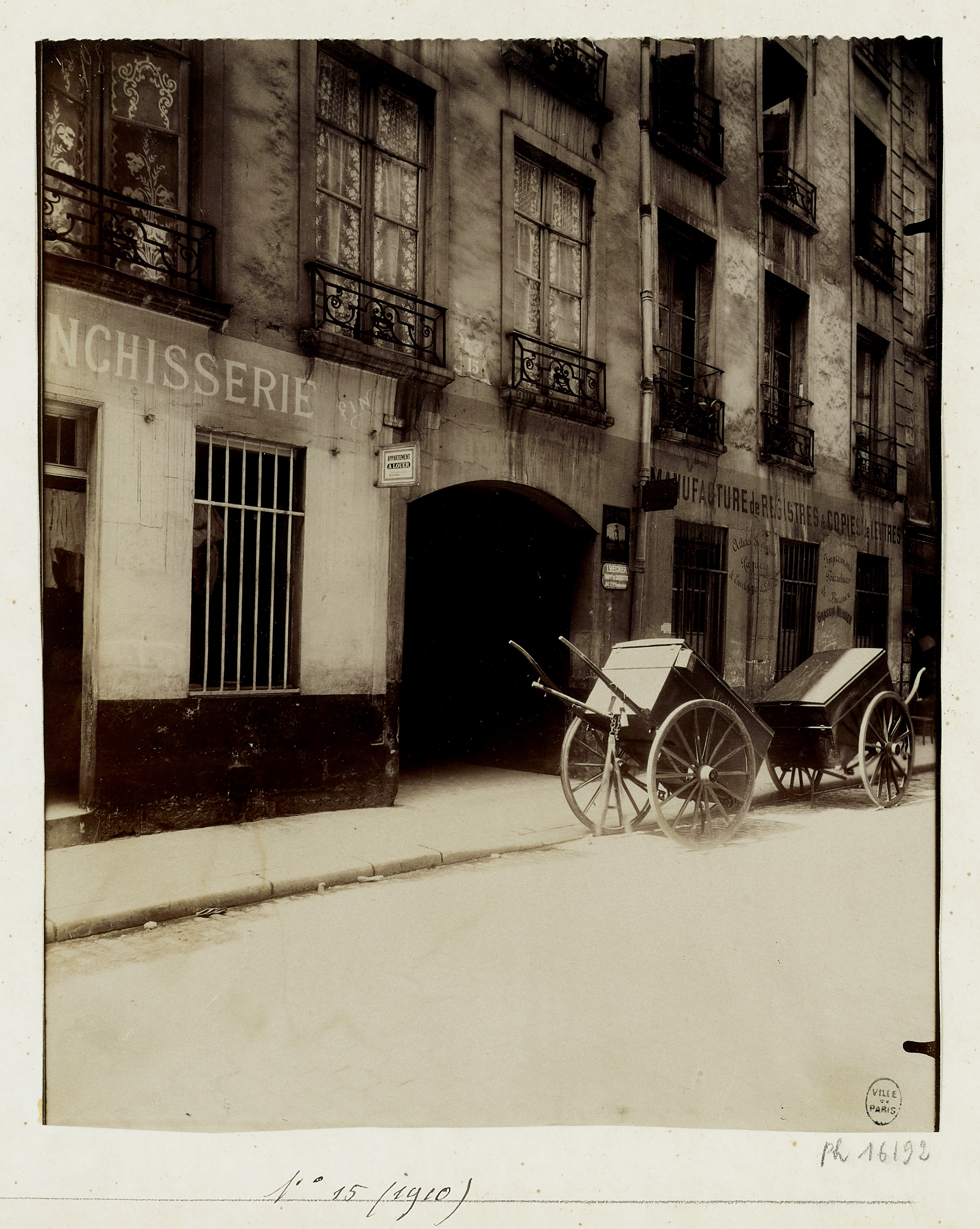
Le n°15 vers 1910.
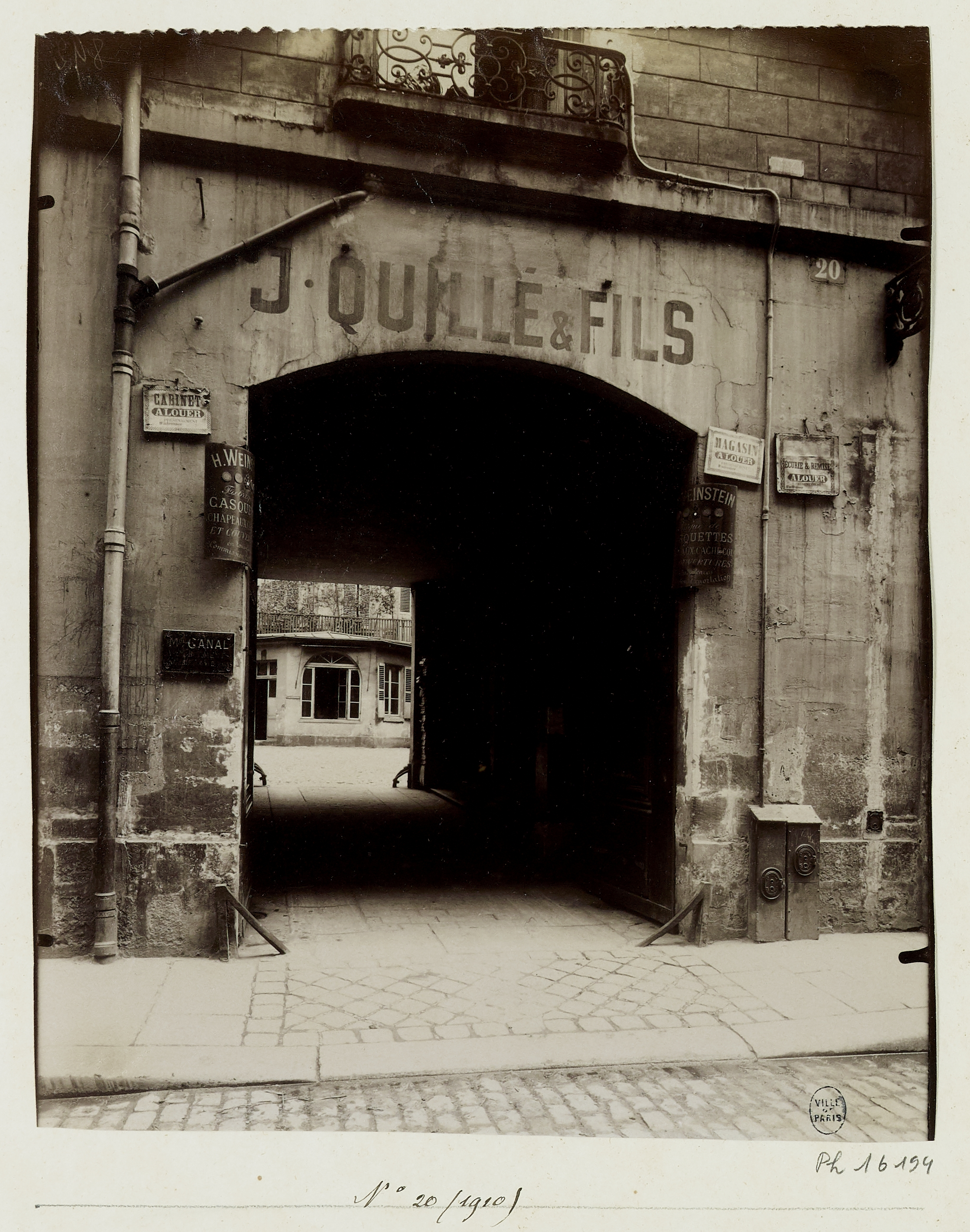
Le n° 20 vers 1910 (ancien hôtel, dit Hôtel des Juifs).

## Bâtiments remarquables et lieux de mémoire
- No 8 : les chiffres mêlés J et B des appuis de fenêtre du premier étage sont ceux de Jean-Baptiste Bouillot qui a acheté la maison en 1734. Il est le maître-serrurier qui a réalisé les ferronneries, évoquant l’orme Saint-Gervais, des immeubles des nos 2 à 12, rue François-Miron[6].
- No 11 : emplacement des bureaux de l'OSE, l'Œuvre de secours aux enfants, et en particulier son Centre médico-psycho-pédagogique. Elle occupe l'endroit où se trouvait au XVIIe siècle l'hôtel Acarie. En 1604, les Carmélites réformées de Sainte-Thérèse-d’Avila s'y étaient installées grâce à l’action d’une amie du roi Henri IV, Barbe Jeanne Avrillot que le roi soutenait en lui envoyant l’argent qu’il gagnait au jeu ! (Elle introduisit les carmélites venues d’Espagne. Elle fut béatifiée en 1791.)
- No 13 : emplacement d'un petit puits comblé dans le coin de la première cour.
- No 15 : emplacement d'un grand puits ovale dans la cour. Dans cet immeuble se tient le siège d'un trimestriel, La Flèche, édité par l'association Robin des Bois, traitant des dossiers chauds dans de nombreux domaines de l’environnement.
- No 19 : le 1er août 1871 eut lieu une perquisition spectaculaire des 38 appartements de l'immeuble, à la recherche de communards. Ce n'était pas un hasard car Adolphe Clémence, ouvrier relieur, membre de la Commune, petit-fils du membre de la Conjuration des Égaux, y résidait. Présence d'un panneau Histoire de Paris relatif au Pletzl.

- No 20 : au fond de la cour se trouve un bel hôtel particulier du XVIe siècle, l'hôtel de Cormery, anciennement appelé « hôtel des Juifs », pour avoir abrité, à la fin du XIVe siècle, Manessier de Vesoul, receveur principal royal pour les Juifs en langue d'oïl[7]. Il est intéressant par ses pilastres, sa toiture et ses mansardes de pierre sculptée[8].

- L'homme de lettres François Boissy d’Anglas (1756-1826) aurait habité la rue en 1804 ; il était alors membre du Tribunat.

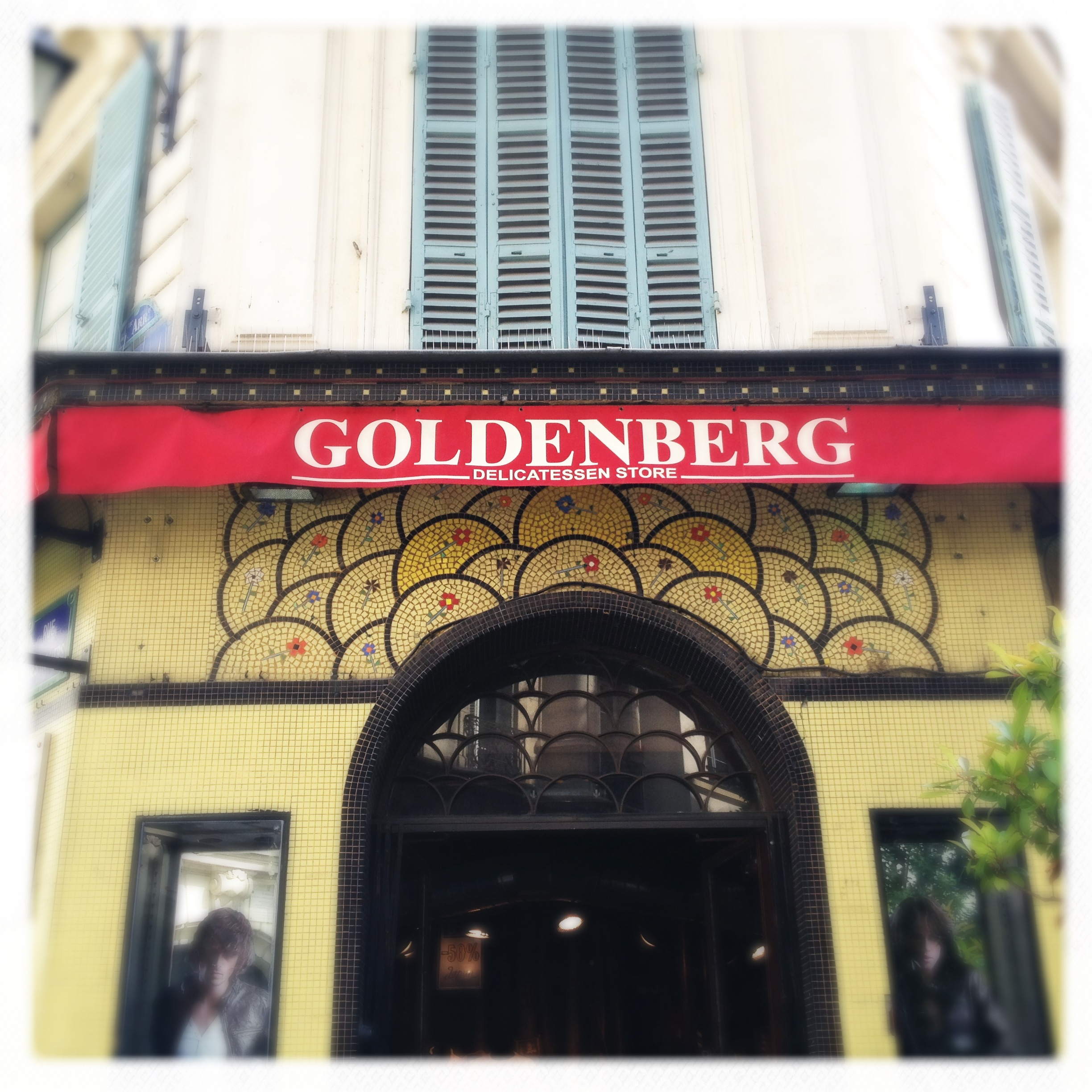
Goldenberg en 2012.
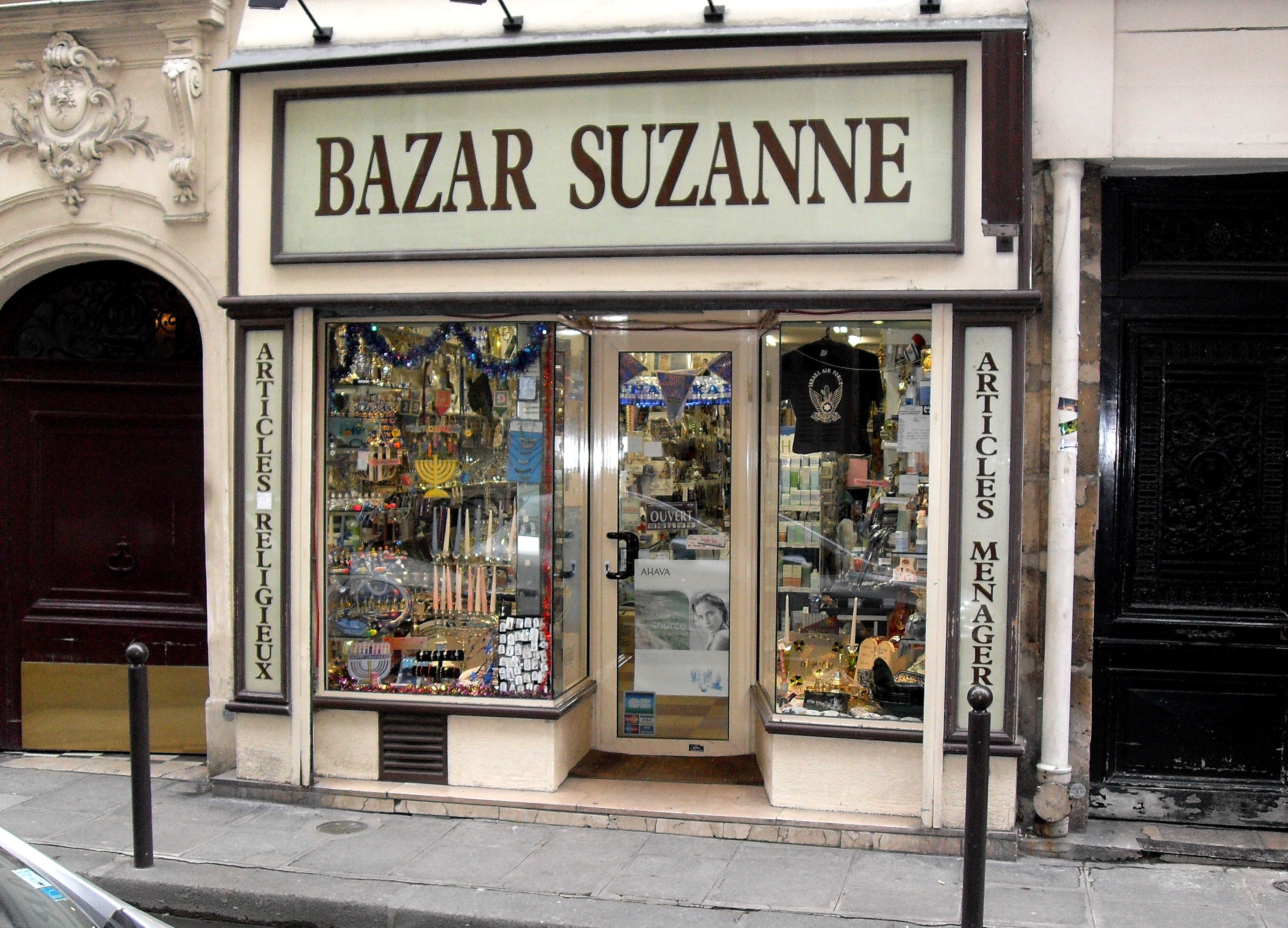
Boutique où l'on trouve des articles religieux, tels que des chandeliers.
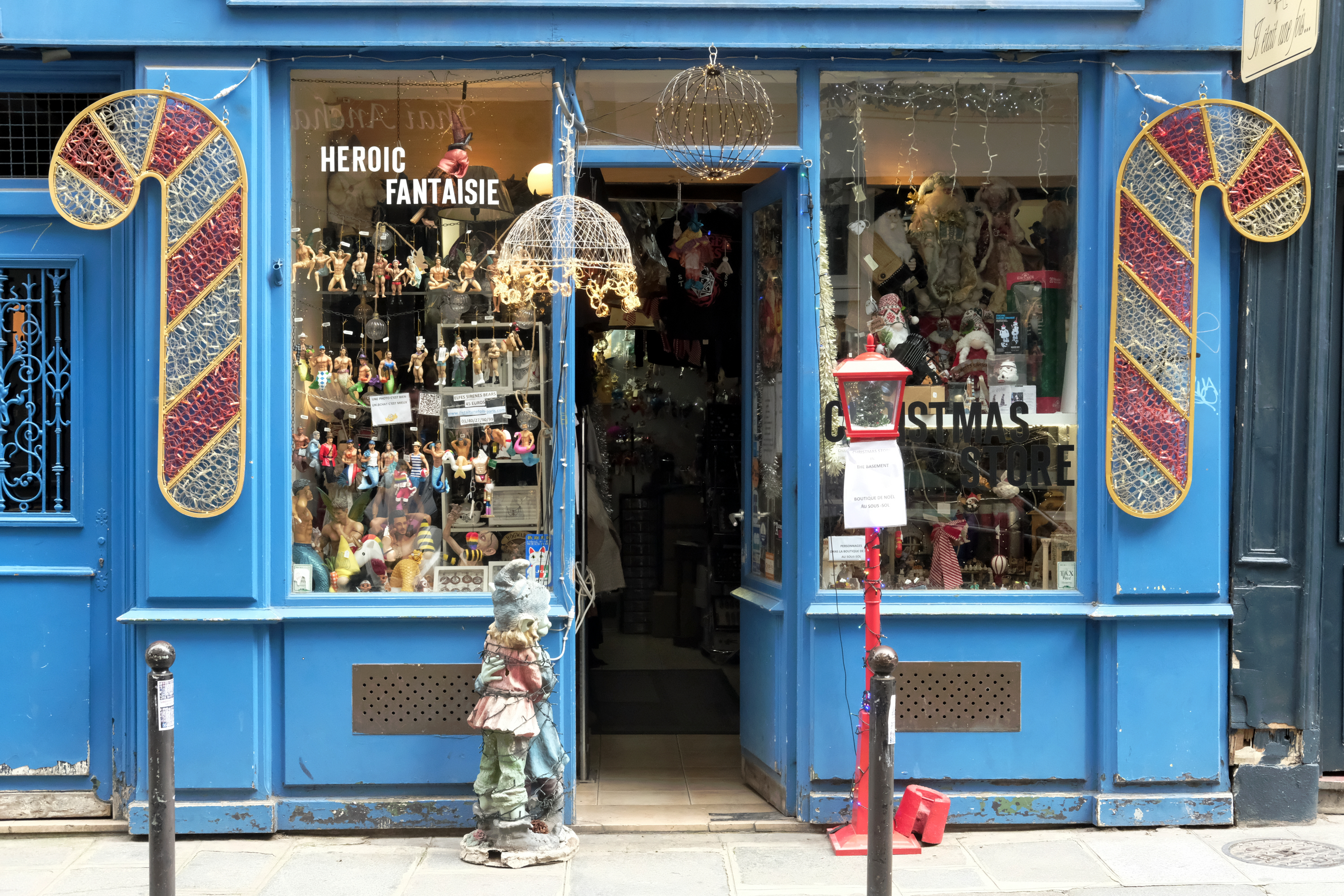
Boutique colorée.
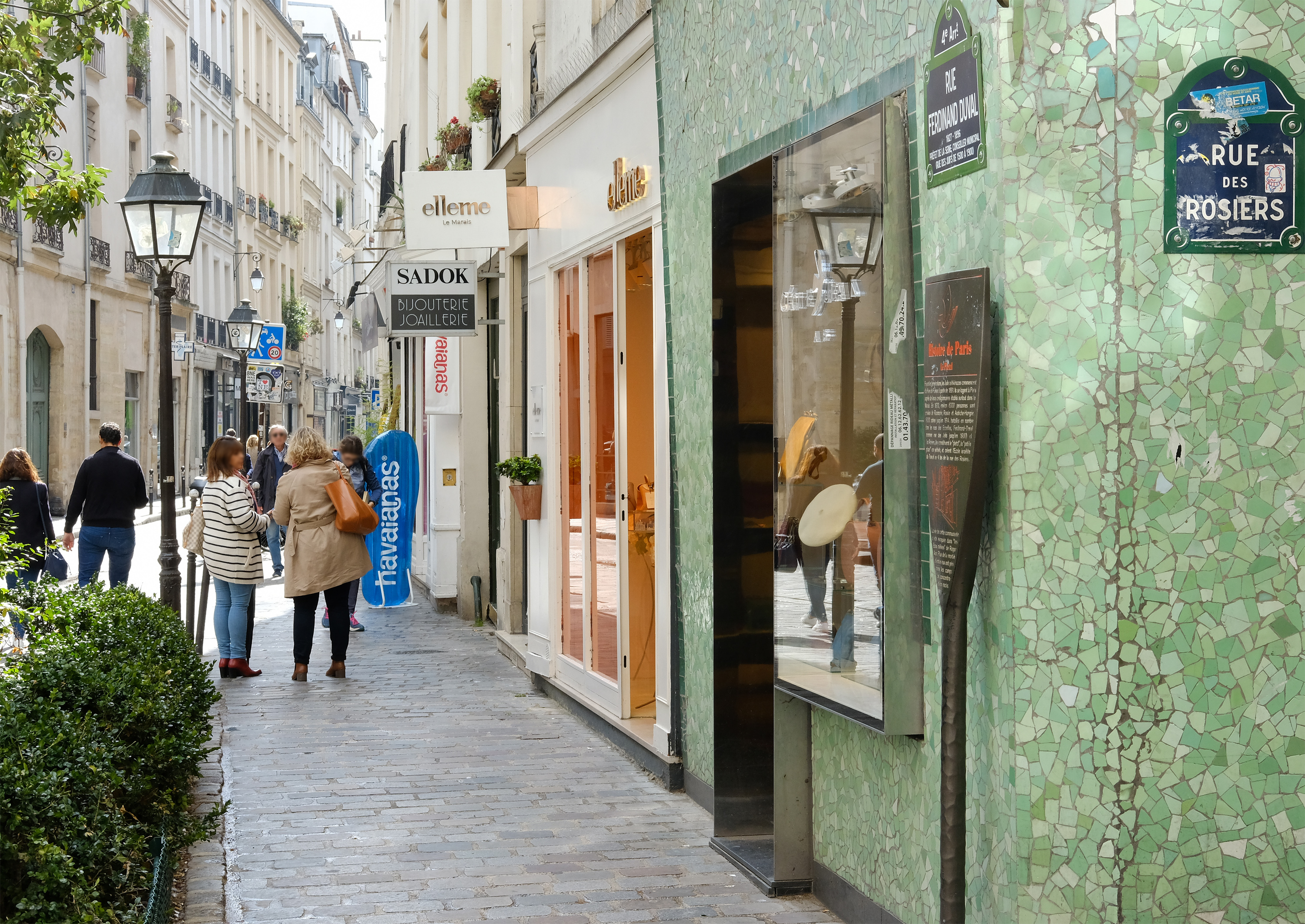
No 19 : panneau Histoire de Paris.

### En littérature
Le récit de la perquisition du 1er août 1871 est au cœur du roman de Michèle Audin, Josée Meunier : 19, rue des Juifs (Paris, Gallimard, 2021).